# 阿姆聚勒河畔埃贝维莱尔
阿姆聚勒河畔埃贝维莱尔（法語：Erbéviller-sur-Amezule，法語發音：[ɛʁbevilɛʁ syʁ amzyl]）是法国默尔特-摩泽尔省的一个市镇，属于南锡区。该市镇总面积4.45平方公里，2009年时的人口为89人。

## 人口
阿姆聚勒河畔埃贝维莱尔人口变化图示